# Никольский собор (Алма-Ата)
Никольский собор (каз. Қасиетті Николай ғибадатханасы) — православный храм Астанайской и Алма-Атинской епархии в городе Алма-Ата.

## Дореволюционный период
В 1904 году жители юго-западной части города Верного обратились к епископу Туркестанскому и Ташкентскому Паисию с просьбой дать разрешение на изыскание средств и сбор пожертвований для постройки в этой части города церкви на Зубовской площади. 13 февраля 1906 года Андрей Павлович Зенков, исполнитель технических проектов Верного и руководитель церковно-строительных работ города и других мест Туркестанской епархии, сообщил вступившему на Туркестанскую кафедру епископу Дмитрию (Абашидзе) о том, что вопрос о строительстве решён. 14 декабря 1908 года новый храм города Верного, созданный по проекту архитектора С. К. Тропаревского, был освящён в честь Святителя Николая. Настоятелем этого храма был назначен отец Александр Скальский.
В архитектурном плане здание представляет собой семиглавый храм, в форме корабля, с высокими сводами и колокольней и с лазурными куполами.
Вдоль западной и северной сторон ограды храма располагались каменные столбы с железными кольцами, к которым паломники привязывали лошадей. Верующие в эти дни располагались в помещениях под сводами храма и на церковной площади перед ним. Под деревьями была уложена скошенная для ночлега трава, в больших котлах готовили кашу, а в чугунных кубах кипятили чай. Богослужение совершал архиерей, собиралось городское духовенство, приходили певчие из других верненских церквей. В Верном к тому времени существовало 16 церквей, несколько часовен и женский Иверско-Серафимовский монастырь. За короткий срок Никольская церковь стала одной из наиболее посещаемых в городе.
Вскоре, после освящения Никольского храма из Свято-Пантелеимонова монастыря на Афоне была доставлена частица святых мощей Великомученика Пантелеимона. Примерно в это же время из Киева была доставлена частица святых мощей Великомученицы Варвары. Обе эти реликвии хранятся в храме и по сей день.

## Советский период
В 1918 году был расстрелян епископ Верненский и Семиреченский Пимен (Белоликов), после чего Алма-Атинская кафедра оставалась пустующей до 1927 года. В конце 20-х и в 30-е годы, когда в Алма-Ате был пересыльный пункт ГПУ, в Никольской церкви находили приют сотни сосланных в Казахстан «врагов народа», среди которых было множество духовенства и монашествующих.
Одновременно с арестом епископа Александра в феврале 1936 года была закрыта Никольская церковь. В ее помещении разместили музей атеизма. С начала Великой Отечественной войны в церкви была устроена конюшня, а в подвале разместилась военная штрафная рота. В это время в Алма-Ате не осталось ни одной действующей Православной церкви.
5 июля 1945 года постановлением Священного Синода была замещена вдовствовавшая с 1937 года Алма-Атинская кафедра: архиепископом Алма-Атинским и Казахстанским был назначен «пребывающий на покое» (освободившийся из ссылки) архиепископ Николай (Могилевский).
Владыка Николай, прибывший в Алма-Ату, стал ходатайствовать об открытии расположенной в центре Никольской церкви. И в 1946 году Никольская церковь была передана общине верующих. В тот период храм представлял собой неприглядное зрелище — он стоял без крестов, с сорванными куполами и снесённой колокольней. Ни иконостаса, ни икон, ободранные до древесины стены. Кирпичная кладка тупика подвала была изрешечена пулевыми выстрелами. 
Община сразу приступила к ремонту: на Благовещение, когда ещё внутри и снаружи церкви стояли леса, в ней прошло первое богослужение. 8 декабря 1946 года владыка Николай освятил первый отремонтированный придел в честь великомученицы Варвары, а через неделю, 15 декабря, — главный, в честь Святителя и чудотворца Николая. С того времени Никольский храм стал кафедральным собором епархии.
Вскоре в цокольном этаже церкви был создан небольшой храм в честь Успения Божией Матери.
В 1951 году над притвором храма была сооружена новая колокольня — по виду она значительно отличается от первоначальной, утраченной.

## Казахстанский период
С 1995 года кафедра правящего архиерея Казахстанской епархии из Никольского собора перенесена в возвращённый Свято-Вознесенский собор. В 1995 году на территории храма был установлен Поклонный Крест — в память о жертвах репрессий. В этом же году Решением Акима города Алматы от 28 ноября 1995 года № 63 «О включении в государственный список памятников истории и культуры города Алматы местного значения Свято-Никольского собора» здание вошло список охраняемых государством.
В 1991 году был организован первый набор в Воскресную школу. В 2010 году было освящено новое здание Воскресной школы.
В 2012 году перед собором был воздвигнут памятник святителю Николаю.
Настоятель прихода — протоиерей Валерий Захаров.

## Фото

Здание храма ночью
Здание храма
Алтарь
Внутреннее убранство